# Adil Nağıyev
Adil Akif oğlu Nağıyev, abrégé Adil Nağıyev, né le 11 septembre 1995 à Bakou, est un footballeur international azerbaïdjanais. 

## Carrière

### En club
Le 15 juin 2024, Shamakhi a signé un contrat d'un an avec Naghiyev. Le 10 décembre 2024, le club a annoncé la résiliation de son contrat.

### En équipe nationale
Adil Nağıyev honore sa première sélection en équipe nationale le 26 mai 2016, lors d'un match amical contre Andorre. Cette rencontre disputée à Bad Erlach en Autriche se solde par un match nul et vierge.

## Statistiques
| Saison                | Club                  | Championnat           | Championnat | Championnat | Coupe(s) nationale(s) | Coupe(s) nationale(s) | Azerbaïdjan | Azerbaïdjan | Total | Total |
| Saison                | Club                  | Division              | M.          | B.          | M.                    | B.                    | M.          | B.          | M.    | B.    |
| 2015-2016             | Zirə FK (prêt)        | Premyer Liqasi        | 25          | 1           | 2                     | 0                     | 1           | 0           | 28    | 1     |
| 2016-2017             | Zirə FK               | Premyer Liqasi        | 4           | 1           | -                     | -                     | -           | -           | 4     | 1     |
| Total sur la carrière | Total sur la carrière | Total sur la carrière | 29          | 1           | 2                     | 0                     | 1           | 0           | 32    | 1     |